# Stein Herdisson
Stein Herdisson (Steinn Herdísarson), ca 1035 – 1090, var en isländsk hird- och furstelovskald. Hans mor Herdis var dotterdotter till den kände hirdskalden Einar skålaglam. Namnet "Herdisson" är alltså ett metronymikon. Stein var också släkt med Stuv skald (Stúfr skáld) och Ulf stallare.

## Verk

### Nissavisorna
Stein tillhörde Harald Hårdrådes hird i Norge och deltog i härtågen mot Danmark och England. Enligt Heimskringla befann han sig på Ulf stallares skepp den natt år 1062 då Nissaslaget utkämpades mellan Harald och den danske kungen Sven Estridsson. Därefter lär han ha diktat en Haraldsdrapa och ett lovkväde till Ulf stallare (Ulfsflokkr), vilka båda gått förlorade. Han gjorde också ett kväde om slaget, de så kallade Nissavisorna (Nizarvísur), varav sju strofer finns i behåll. Förutom en beskrivning av själva slaget tar dessa strofer upp förberedelserna och kung Haralds manliga tal till sina män. De båda sista stroferna prisar dessutom motståndaren kung Svens mod och kamplust – men, säger Stein, han förlorade därför att han lämnades i sticket av sitt eget folk.

### Olavsdrapan
Ännu en drapa har Stein diktat, nämligen Óláfsdrápa om Harald Hårdrådes son Olav kyrre. Av denna har åtskilliga strofer bevarats. Drapan tar avstamp i Englandståget år 1066, slaget vid Stamford Bridge och kung Haralds fall, och fortsätter med Olav kyrres hemfärd följande år. Olav lyckas nu förlika sig med sina fiender och bestämmer sig för att regera fredligt. Olavs tillnamn kyrre är egentligen nedsättande; det betyder "dådlös" eller "overksam". Men Norge blev rikt och blomstrade under "kyrrefreden". Större delen av drapan prisar också kungens fredliga styrelse, hans gudfruktighet och givmildhet. Vikingatiden hade tagit slut:
Intrönders ädling gläds att
eggdjärv länderna lägga
fulla av fred, hans snille
fejdmän lugnar och hugnar.
Anglernas ovän tvingar
alla att freden hålla;
skingrad oro är ingen. –
Olav är under solen 
Drapan bör ha tillkommit någon gång på 1070-talet.
Stein Herdissons dikter är tekniskt och formellt väl utförda, men uppvisar ingen högre grad av självständighet. Man möter ideligen upprepningar och genklanger från äldre skalder.

## En skaldeförväxling
Filologen Sveinbjörn Egilsson trodde på sin tid att de båda skalderna Stein Herdisson och Hallar-Stein var en och samma person. Detta har lett till att dessa båda skalder ofta blandas samman i äldre uppslagsverk – trots att tidsspannet dem emellan torde ha varit nästan 200 år.